# Jean-Pierre Montier
Pour l’article homonyme, voir Montier.
Jean-Pierre Montier est un professeur de littérature et d’art français, né en 1956 à Saint-Malo. Il est lauréat du prix Nadar pour son ouvrage L’Art sans art d’Henri Cartier-Bresson publié en 1995.

## Biographie
Élève de l’École normale supérieure de Saint-Cloud, agrégé de lettres modernes, Jean-Pierre Montier est spécialisé dans les rapports entre littérature et photographie. Il soutient en 1992 son doctorat d’État à l’Université d'Aix-en-Provence.
Spécialisé dans les rapports entre littérature et photographie, il est nommé en 2001 professeur titulaire de la chaire « Littérature et Art » à l’université Rennes-II. Il est le créateur du Répertoire  international de la photolittérature.
Il est lauréat du prix Nadar pour son ouvrage L’Art sans art d’Henri Cartier-Bresson publié en 1995.

## Publications
Liste non exhaustive
- L’Art sans art d’Henri Cartier-Bresson, Jean-Pierre Montier, Paris, Flammarion, collection « Idées et Recherches », dirigée par Yves Bonnefoy ; 1995, prix Nadar 1995 ; réédition en 2007  (ISBN 978-2081208100)
- Josef Koudelka : l’épreuve totalitaire, Paris, Robert Delpire, 2005.
- Proust et les images, dir. J-P. Montier et J. Cléder, Presses universitaires de Rennes, coll. « Æsthetica », 2003.
- Mots et Images de Guillevic, dir. Jean-Pierre Montier, actes du colloque de Carnac, Presses universitaires de Rennes, coll. « Interférences », 2007.
- A l’Œil, des interférences textes/images en littérature, dir. Jean-Pierre Montier, Presses universitaires de Rennes, coll. « Interférences », 2007.
- Littérature et Photographie, colloque de Cerisy-la-Salle, dir. Jean-Pierre Montier, Liliane Louvel, Danièle Méaux et Philippe Ortel, Presses universitaires de Rennes.
- Revoir Henri Cartier-Bresson, actes des colloques de Cerisy et Paris, dir. Anne Cartier-Bresson & Jean-Pierre Montier, Paris, Textuel, 2009.
- Carrefour Alfred Stieglitz, colloque de Cerisy, dir. Jay Bochner & Jean-Pierre Montier, Rennes, PUR, collection « Art et Société », 2012.

## Distinction
- 1995 : Prix Nadar[2].

### Podcast
- L’Art sans art de Cartier-Bresson, La présence d'Henri Cartier-Bresson, épisode 2, France Culture, 11 février 2020, 58 min.